# Janik Riebli
Janik Riebli (* 27. Oktober 1998) ist ein Schweizer Skilangläufer.

## Werdegang
Riebli, der für den SC Schwendi-Langis startet, nahm bis 2018 an U18- und U20-Rennen im Alpencup teil. Beim Europäischen Olympischen Winter-Jugendfestival 2015 in Steg lief er jeweils auf den 32. Platz im Sprint und 7,5 km Freistil und auf den 29. Rang über 10 km klassisch. In der Saison 2017/18 wurde er Schweizer Juniorenmeister in der Verfolgung und belegte bei den Junioren-Skiweltmeisterschaften 2018 in Goms den 25. Platz im Skiathlon, den 11. Rang im Sprint und den neunten Platz mit der Staffel. Im Dezember 2018 lief er in Davos sein erstes Weltcuprennen, das er auf dem 62. Platz im Sprint beendete, und in Valdidentro sein erstes Rennen im Alpencup, das er auf dem 15. Platz im Sprint beendete. Bei den U23-Weltmeisterschaften 2020 in Oberwiesenthal kam er auf den 40. Platz über 15 km klassisch und auf den 11. Rang im Sprint. Nach Platz drei im Sprint beim Alpencup in Ulrichen zu Beginn der Saison 2020/21 holte er in Davos mit dem 26. Platz im Sprint seine ersten Weltcuppunkte und kam beim folgenden Weltcup in Dresden mit Platz neun im Sprint erstmals unter die ersten Zehn. Im Februar 2021 erreichte er in Ulricehamn mit Platz acht im Sprint erneut eine Top-Zehn-Platzierung und wurde bei den U23-Weltmeisterschaften 2021 in Vuokatti Elfter mit der Staffel und Neunter im Sprint. Im folgenden Jahr wurde er Schweizer Meister im Sprint.

## Platzierungen im Weltcup

### Weltcup-Statistik
Die Tabelle zeigt die erreichten Platzierungen im Einzelnen.
- 1.–3. Platz: Anzahl der Podiumsplatzierungen
- Top 10: Anzahl der Platzierungen unter den ersten zehn
- Punkteränge: Anzahl der Platzierungen innerhalb der Punkteränge
- Starts: Anzahl gelaufener Rennen in der jeweiligen Disziplin
- Hinweis: Bei den Distanzrennen erfolgt die Einordnung gemäss FIS.

| Platzierung               | Distanzrennen a | Distanzrennen a | Distanzrennen a | Distanzrennen a | Distanzrennen a | Skiathlon Verfolgung | Sprint | Etappen- rennen b | Gesamt | Team   | Team    |
| Platzierung               | ≤ 5 km          | ≤ 10 km         | ≤ 15 km         | ≤ 30 km         | > 30 km         | Skiathlon Verfolgung | Sprint | Etappen- rennen b | Gesamt | Sprint | Staffel |
| ------------------------- | --------------- | --------------- | --------------- | --------------- | --------------- | -------------------- | ------ | ----------------- | ------ | ------ | ------- |
| 1. Platz                  |                 |                 |                 |                 |                 |                      |        |                   |        |        |         |
| 2. Platz                  |                 |                 |                 |                 |                 |                      |        |                   |        | 2      |         |
| 3. Platz                  |                 |                 |                 |                 |                 |                      | 2      |                   | 2      | 1      |         |
| Top 10                    |                 |                 |                 |                 |                 |                      | 9      |                   | 9      | 7      |         |
| Punkteränge               |                 |                 |                 |                 |                 |                      | 37     |                   | 37     | 9      | 1       |
| Starts                    |                 | 3               | 1               | 3               |                 | 4                    | 43     | 1                 | 55     | 9      | 1       |
| Stand: Saisonende 2024/25 |                 |                 |                 |                 |                 |                      |        |                   |        |        |         |

### Weltcup-Gesamtplatzierungen
| Saison  | Gesamt | Gesamt | Sprint | Sprint |
| Saison  | Punkte | Platz  | Punkte | Platz  |
| ------- | ------ | ------ | ------ | ------ |
| 2020/21 | 77     | 59.    | 77     | 21.    |
| 2021/22 | 64     | 64.    | 64     | 31.    |
| 2022/23 | 346    | 46.    | 346    | 20.    |
| 2023/24 | 402    | 47.    | 402    | 19.    |
| 2024/25 | 431    | 37.    | 4391   | 10.    |